# Sentencia arbitral de Guadalupe

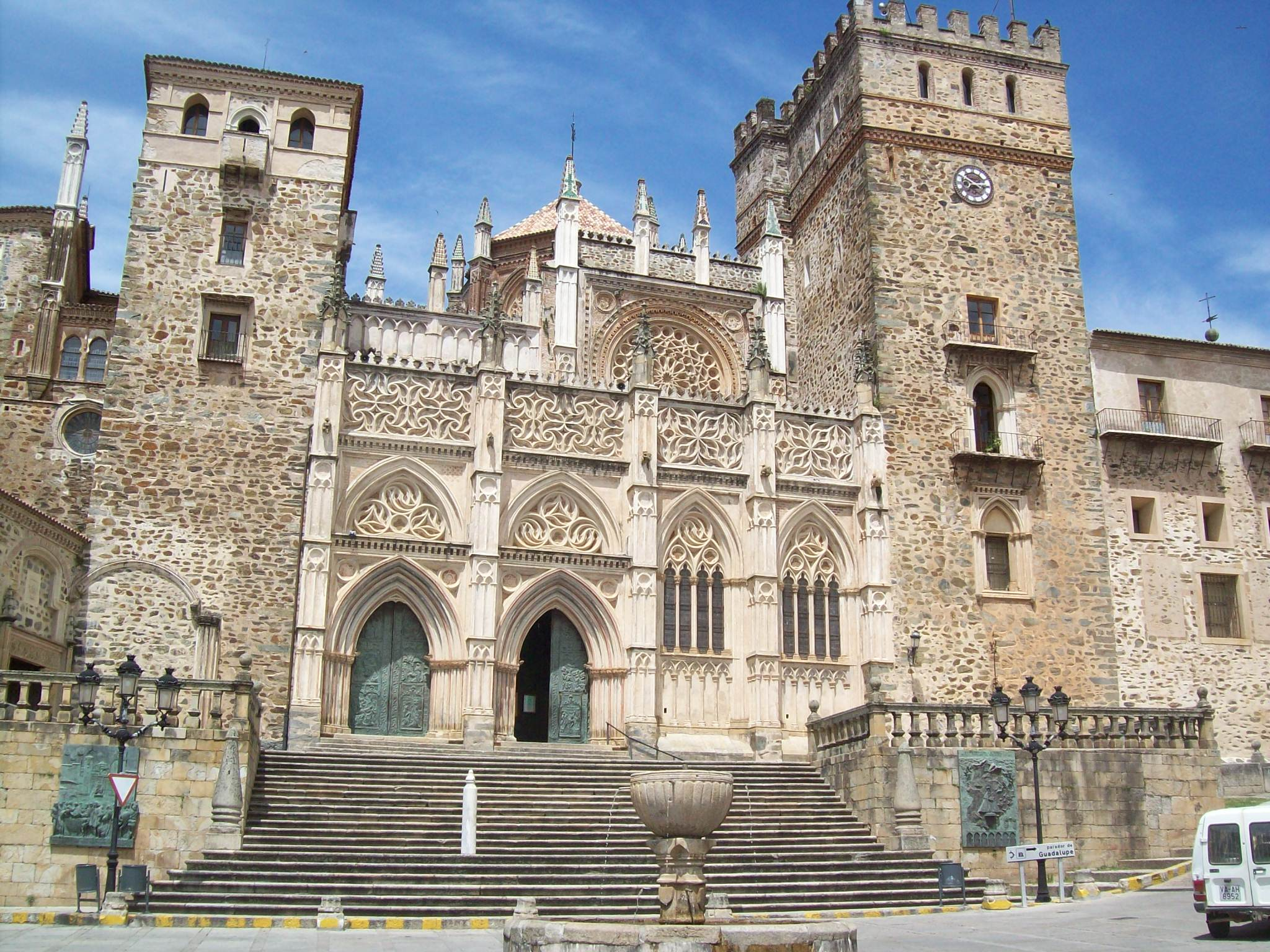
Fachada principal, de estilo gótico, del Real Monasterio de Santa María de Guadalupe (Cáceres) donde el rey Fernando II de Aragón dictó la Sentencia arbitral que puso fin al conflicto remensa.

La Sentencia Arbitral de Guadalupe fue una resolución jurídica dictada en el Monasterio de Santa María de Guadalupe, Extremadura, el 21 de abril de 1486 por Fernando el Católico para liberar a los campesinos remensas del Principado de Cataluña de los malos usos a los que los tenían sometidos sus señores feudales a cambio del pago de una indemnización.

## Antecedentes

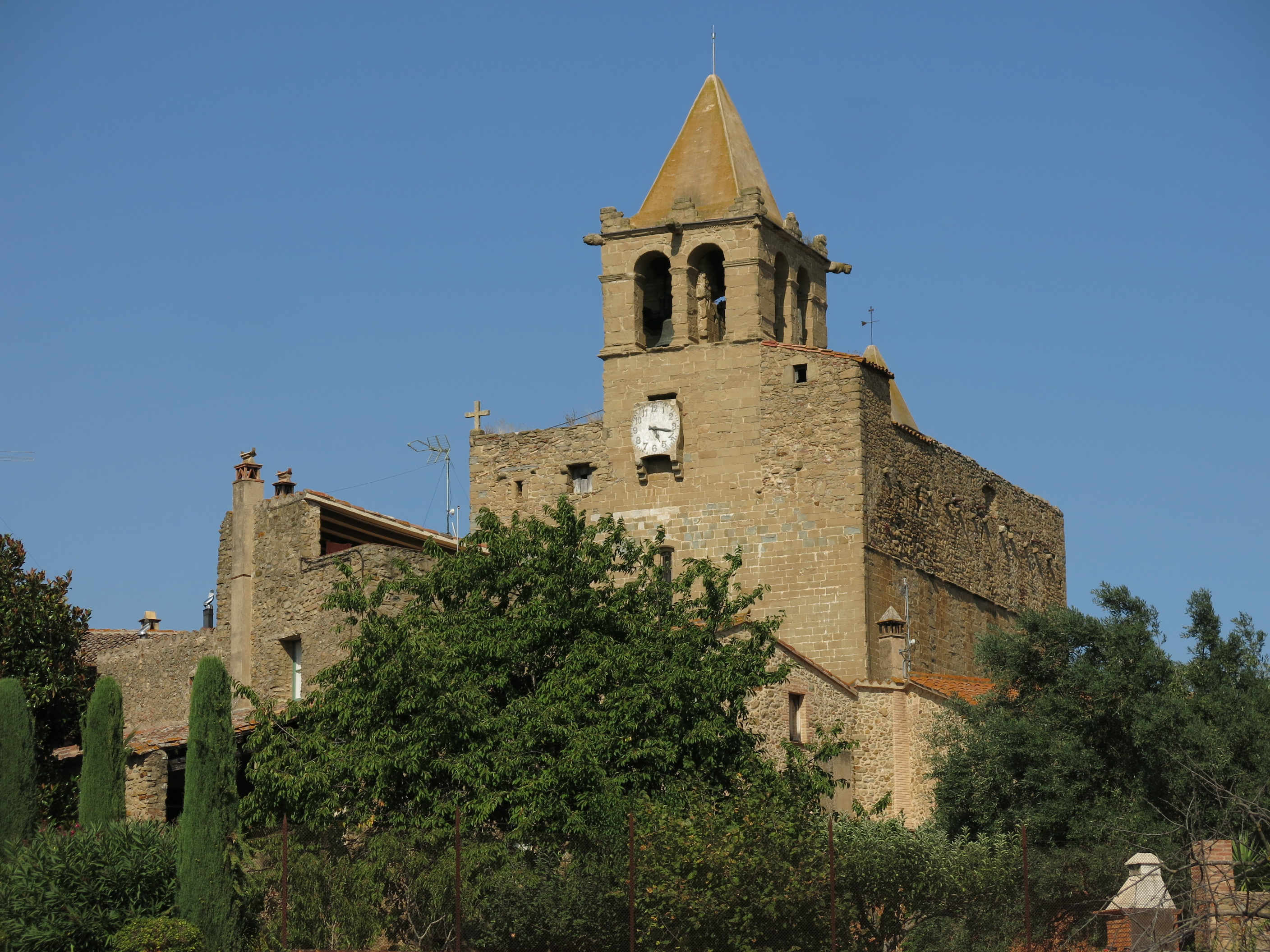
Iglesia de San Esteban de Madremaña donde se reunieron los síndicos remensas para deponer las armas y discutir la propuesta de concordia del rey Fernando II de Aragón.

Tras su victoria en la batalla de Llerona de marzo de 1485, que puso fin a la segunda guerra remensa, las fuerzas realistas desataron una fuerte represión contra los remensas rebeldes ―entre otras medidas se les prohibió llevar armas―, pero no se consiguió pacificar la Montaña de Gerona ―que, en palabras de Vicens Vives, «seguía en pie de guerra»―, ni acabar con la tensión que se vivía en las comarcas vecinas como la de La Selva. Por su parte el gobernador Requesens, siguiendo las instrucciones del rey Fernando, optó por buscar el acuerdo con los remensas para conseguir la total pacificación del territorio y el 1 de abril permitió que estos se reunieran en asamblea en Madremaña. Allí los congregados acordaron deponer las armas y discutir la propuesta de concordia del monarca. Este nada más conocer la derrota de Pere Joan Sala, el líder remensa de la última guerra, había enviado una carta al lugarteniente de Cataluña en la que, sin dejar de abogar por el castigo de los líderes de los insurrectos ―los «conduzidores de la facción»―, apoyaba la vía del compromiso para poner fin al pleito remensa:

Ca la conclusión de aquestas diferencias, como podeys considerar, no solamente consiste en el castigo de los dichos payeses, que es razón se faga debitamente, mas ahun en poner ley cierta y determinada sobre la paga de los d(e)rechos que deuen fazer daquí adelante, porque en ningún tiempo mas susciten y sean extinctas para siempre… E por esso… vos rogamos y encargamos… que con la discrecion que conuiene entadays con todo studio e por las vías que mejor os parecieren como el dicho compromiso se firme por am(b)as partes… Quanta al castigo e punición de los dichos Pere Johan Sala y otros paiesos nos parece que hos deueys hauer con la prodencia y rectitud que de vos se spera, faziendo justicia mesclada (con) misericordia, según los demeritos de cada uno, hauendo sguart a los autores e conduzidores de la facción, usando de clemencia a la multitud por aquellos seduzida e traída

El rey, que se encontraba en Sevilla, encargó a Lluís Margarit, sobrino del obispo de Gerona Joan Margarit, que fuera a Cataluña para conseguir que los señores y los remensas llegaran a un acuerdo partiendo de la concordia rubricada por los síndicos remensas en enero de 1485. Margarit, que llegó a Barcelona a finales de abril, se reunió el 9 o el 10 de junio en el castillo de San Gregorio, que era de su propiedad, con los caudillos remensas de la Montaña, entre los que se encontraban Francesc de Verntallat y Pere Antoni de Viloví de Oñar. Cinco días más tarde, el 15 de junio, tenía lugar una segunda asamblea en Cassá de la Selva en la que se concretó el acuerdo. Este sería presentado a los jurados de las tres ciudades cabeza de obispado (Barcelona, Gerona y Vich) para que mediaran ante los señores y para que supieran que «los payeses querían la justicia». Pero las conversaciones que mantuvieron representantes de los remensas y de los señores en Barcelona no dieron ningún resultado ―según el lugarteniente Enrique de Aragón los síndicos remensas pedían cosas «deshonestas e indebidas»―. Además los consejeros de Barcelona escribieron el 27 de junio al rey acusando a Margarit de no ser imparcial y de alentar la rebelión remensa.
La falta de acuerdo incitó a los remensas radicales contrarios a la vía del compromiso. Así entre finales de junio y principios de julio de 1485, cuando la ruptura de las conversaciones de Barcelona era ya un hecho, un grupo de remensas encabezados por Bartolomé Sala saqueó la villa de Moncada, mientras que otro grupo, tras intentar tomar del castillo de Anglés, se apoderaba del castillo de Hostoles. Unos días más tarde un tercer grupo procedente de Llagostera compuesto por unos treinta hombres atacaba por dos veces consecutivas el monasterio de San Felíu de Guixols. Por esas mismas fechas bandas remensas asaltaron Calonge y Castellfullit de la Roca. Estos grupos remensas violentos tenían sus bases de operaciones en los condados de Rosellón y de Cerdaña, entonces en posesión del reino de Francia, por lo que el lugarteniente de Cataluña le pidió al gobernador de los condados que actuara contra ellos, pero no obtuvo ningún resultado. Por su parte, Margarit siguió intentando el acuerdo y volvió a reunirse con los líderes remensas de la Montaña el día 20 de julio en Viloví de Oñar. Una segunda reunión tuvo lugar el 20 de agosto en Amer. Allí se eligieron los síndicos remensas que irían a la corte pero estos finalmente no pudieron ir a causa de la negativa del Consejo Real y del lugarteniente a proporcionarles los salvoconductos para el viaje y el permiso para que pudieran recaudar el dinero necesario para el mismo, además de rechazar otras peticiones que Margarit había presentado en su nombre.
Ante el fracaso de la misión de Margarit el rey Fernando II decidió enviar a Cataluña al noble castellano don Iñigo López de Mendoza, «persona comuna y sin passion, con instrucciones y cartas assi para los senyores como para los pagesses, para darles una ultima peremptoria fadiga por traerles a la firma del compromis, pues aquel es el solo útil remedio para las partes desta negociacion», en palabras del propio rey Fernando. Llegó a Barcelona a principios de octubre de 1485.
Por aquellos días estaba operando por la veguería de Gerona una partida compuesta por unos 60 hombres encabezados por Narciso Goxart cuya acción más destacada había sido la toma del castillo de Palau de la Tor, que los remensas moderados consiguieron recuperar el 6 de octubre. También estaba actuando el grupo de Bartolomé Sala que había tomado Castellbell y después ―probablemente el 21 de octubre― había atacado la fortaleza de Monistrol, de la abadía de Montserrat. Al conocer el ataque el lugarteniente, tras calificar a los remensas de «malhechores, homicidas, ladrones y despobladores», había ordenado la convocatoria del somatén y recabado del Consejo de Ciento la intervención de la Bandera de Barcelona.
Pocos días después de llegar a Barcelona López de Mendoza se reunió con los brazos eclesiástico y nobiliario a los que hizo llegar los deseos del rey para que se alcanzase a un acuerdo, única forma según el monarca de poner fin al conflicto. Después de arduas negociaciones los dos brazos firmaron el 28 de octubre el compromiso, con algunas salvaguardias. Pocos días antes López de Mendoza había partido de Barcelona hacia Gerona para entrevistarse con los síndicos remensas. Por el camino, en San Celoni, se reunió con Bartolomé Sala consiguiendo que este devolviera la fortaleza de Castellbell, quedando esta en tercería ―un acuerdo que fue muy criticado por los señores y por el Consejo de Ciento partidarios de acabar con el conflicto recurriendo al uso de la fuerza―.

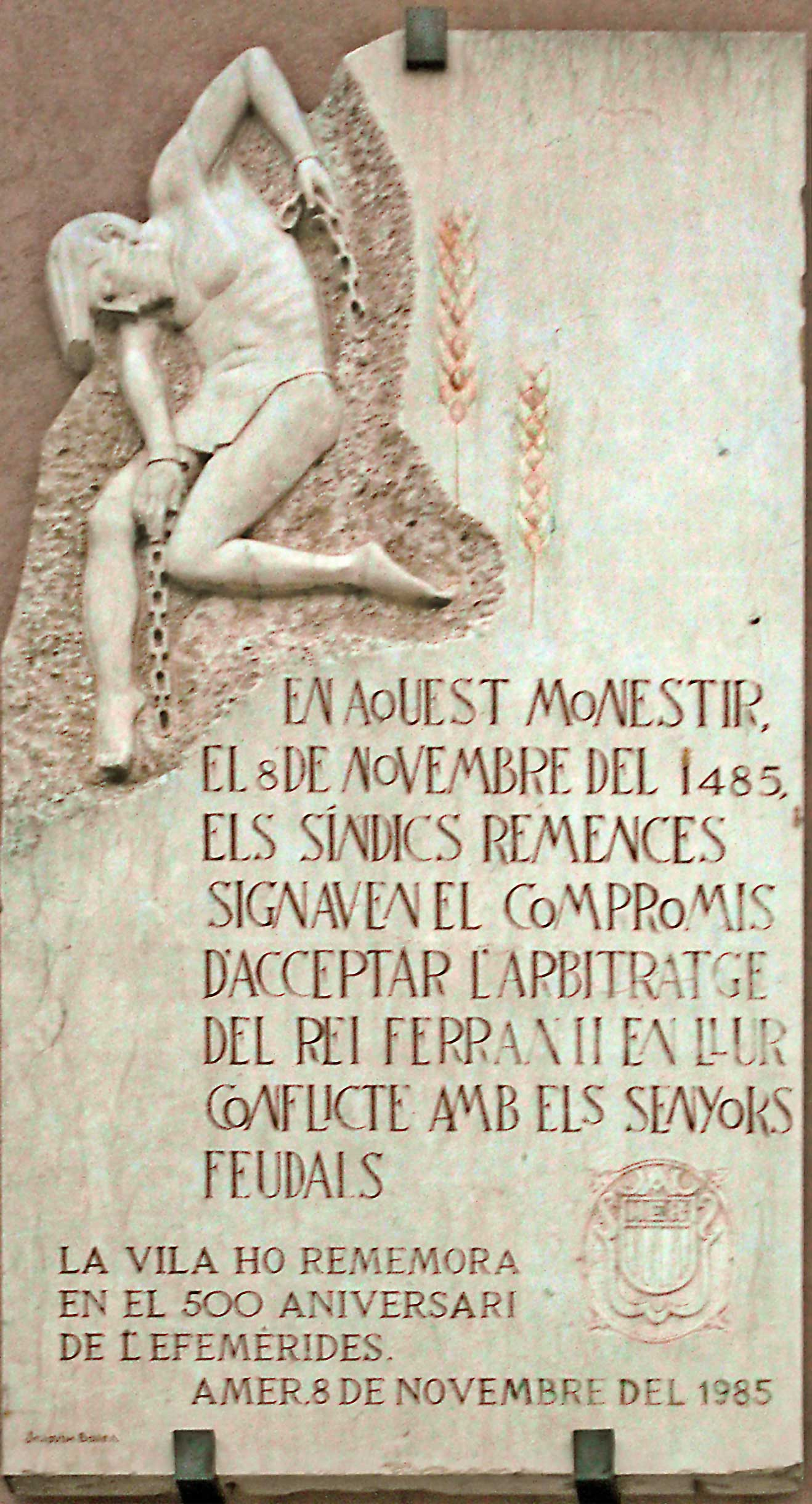
Placa Conmemorativa del 500 aniversario de la asamblea de Amer del 8 de noviembre de 1485 en la que los delegados de los remensas aceptaron el arbitraje del rey Fernando II en su conflicto con los señores feudales.

El 8 de noviembre tuvo lugar en Amer la reunión de López de Mendoza con los delegados de los remensas ―entre los que se encontraba Francesc de Verntallat― quienes volviendo a confiar en la corona, a pesar de la decepción sufrida por el fracaso de la misión de Margarit, firmaron el compromiso que dejaba en manos del rey la solución definitiva del conflicto. Además López de Mendoza consiguió que retornaran los castillos y fortalezas que todavía se hallaban en su poder ―una veintena― y que se comprometieran a perseguir a los remensas que cometieran robos y otros excesos, devolviendo a los señores los bienes muebles de los que se hubieran apoderado. También se acordó en Amer que se reunirían de nuevo en Olot el 22 de noviembre para elegir allí a los síndicos remensas que irían a la corte ―«irían al rey»― para discutir y firmar el acuerdo final. «Mucho había avanzado Mendoza en pocos días, y aunque sus negociaciones se beneficiaran de los sembrado poco antes por Margarit, es de justicia reconocer que el noble castellano puso a contribución del éxito un trabajo incansable y una inteligencia expeditiva y desapasionada», comenta Vicens Vives. Tras el acuerdo de Amer ya solo unas pocas partidas remensas siguieron actuando ―las encabezadas por Narciso Goxat, Pedro Vila y Francisco Sala, hijo de Pere Joan Sala―.
Las duras negociaciones en la corte entre los síndicos remensas, los representantes de los señores y los oficiales de la Corona ―representada esta última habitualmente por el vicecanciller de Aragón Alfonso de la Cavalllería, en estrecho contacto con el rey― duraron tres meses, desde principios de enero a principios de abril de 1486. La solución final al conflicto remensa dictada por el rey Fernando fue hecha pública el 21 de abril de 1486 cuando la corte se encontraba en el monasterio de Guadalupe camino de Andalucía. Fue conocida como la Sentencia Arbitral de Guadalupe.

## La sentencia
La sentencia constaba de dos partes. En la primera, capítulos 1 al 17, se desarrollaba la sentencia propiamente dicha en la que se declaraban abolidos los malos usos y el resto de abusos sufridos por los remensas y se establecía también la nueva situación jurídica del payés respecto a su señor; en la segunda parte, capítulos 18 al 24, se referían las medidas que el rey dictaba para liquidar completamente la segunda guerra remensa, como el castigo de los «contumaçes» que todavía venían alterando el orden en el campo catalán.
En la primera parte de la sentencia se declaraba «la abolición, extinción y aniquilación» de los seis malos usos (remensa, intestia, cugucia, exorquia, ársia y firma de espoli forzada), calificados como una «iniquidad evidente» (artículo 1.º). Y también se declaraban abolidos otros abusos señoriales como el derecho de maltratar o ius maletractandi (artículo 6.º), el ius primae noctis, el didatge (la obligación de la esposa del remensa que ha acabado de dar a luz de ser ama de crianza del hijo recién nacido del señor), ous de cogul y derecho de flassada, así como la prohibición de vender grano, vino y otros productos sin permiso del señor (artículo 9.º). Asimismo quedaban abolidos los trabajos que el campesino tenía que hacer para el señor (joves, batudes, jornals, podades, femades, segades, tragines, etc.) y un largo número de derechos difíciles de identificar (poll de astor, pa de ca, brocadella de cavall, cussura, etc.), todos ellos enumerados en el artículo 10.
Como compensación por la supresión de los malos usos, los señores recibirían de los campesinos 60 sueldos por cada mas, a razón de 10 sueldos por cada mal uso. «Suponiendo que existían 20.000 hogares remensas, la cantidad máxima a desembolsar por los payeses ascendía, por tanto, a unas 6.000 libras barcelonesas, suma no despreciable considerada en conjunto, pero condigna del beneficio económico y humano que recibían los campesinos», comenta Jaume Vicens Vives.
Con esta parte de la sentencia los campesinos veían garantizada su libertad personal y quedaban libres de cualquier abuso de los señores, por lo que podían vender, comprar, enajenar o permutar sus bienes muebles y las tierras que hubieran adquirido por su cuenta sin necesidad de contar con el permiso del señor. En cuanto a las tierras del mas sobre las que el señor tenía derechos el campesino venía obligado a reconocerlos prestándole homenaje, aunque ahora ya podía abandonarlas llevándose sus bienes muebles y tras haber saldado sus deudas con el señor. Si el campesino prefería quedarse se le reconocía el derecho a cultivar las tierras indefinidamente siempre que pagara los censos y otros derechos correspondientes al señor y mantuviera la fidelidad que le había jurado.
La segunda parte de la sentencia está dedicada a las medidas conducentes al restablecimiento de la paz en el Principado de Cataluña. Así se dispone la restitución de los castillos y fortalezas que todavía estuvieran en manos de los rebeldes y la devolución de los bienes que hubieran sido usurpados a los señores. Estos a cambio debían poner en libertad a todos los remensas que tuvieran detenidos. Asimismo se revocan todas las causas eclesiásticas que hubiera abiertas contra los payeses. Y además se establece que los remensas pagarán a los señores la importante suma de 6000 libras en concepto de indemnización por los daños sufridos por estos durante la última guerra y que habrá de hacerse efectiva en dos plazos anuales.
Esta parte de la sentencia también se ocupa de los castigos a imponer a los remensas rebeldes, pues «si tales actos no se castigaban, sería en gran deservicio de Dios, muy grande ofensa a Nuestra Majestad, y ejemplo para malhacer y vivir muy permiciosos». Así a los cabecillas de la rebelión ―unos setenta, cuyos nombres aparecían en una cédula adjunta― son condenados a muerte y descuartizamiento y a la confiscación de sus bienes. Al resto de los remensas rebeldes, «que aunque no tenga menor culpa no ha de ser castigada criminalmente en las personas», se les impone una multa de 50.000 libras, a pagar en diez años ―eximiéndoles del pago de la cantidad de 60.000 florines que todavía adeudaban a la Corona por las concesiones hechas por Alfonso el Magnánimo y que era más o menos equivalente a las 50.000 libras de la multa―.
La sentencia fue firmada por cinco representantes de los señores ―dos del estamento eclesiástico: el abad del monasterio de San Pedro de Galligans y el tesorero de la catedral de Gerona; y tres del estamento nobiliario: Pedro Galcerán de Cruïlles, barón de Llagostera; Juan Pedro de Vilademany, valvasor; y Martín Juan de Torrelles, señor del castillo de La Roca― y dieciocho síndicos remensas, entre los que se encontraba Francesc de Verntallat.

## Consecuencias
El 8 de mayo de 1486 el rey ordenaba el restablecimiento del derecho de los remensas a reunirse volviendo a poner en vigor la salvaguardia de 1483 que había sido revocada por el rey al año siguiente. Gracias a esta medida el 3 de julio se reunieron unos cuarenta síndicos remensas en el convento de San Francisco de Asís de Gerona. Allí fue leída la sentencia que fue aceptada por todos ellos quienes a continuación nombraron una comisión de nueve miembros que se encargaría de intervenir en su aplicación. Estos el 11 de julio se reunieron con Antonio de Vivers y Jaime Ferrer, que eran los delegados nombrados por el rey Fernando para la ejecución de la sentencia.
Los principales cabecillas condenados por la sentencia, entre ellos Narciso Goxat y Bartolomé Vila, huyeron al condado del Rosellón, entonces bajo el dominio del Reino de Francia. Sin embargo, la ejecución de algunos condenados no devolvió la tranquilidad al Principado. A finales de 1487, pasado un año y medio de la promulgación de la sentencia, la situación que se vivía en Cataluña era la siguiente, según Vicens Vives: «La gran mayoría de los payeses la habían aceptado, pero había algunos que, no encajando en su articulado, hacían lo imposible para perturbar su aplicación; tampoco los señores la acataban, complicando su desarrollo con pretensiones excesivas».
Entre finales de 1487 y principios de 1488 tuvo lugar en Zaragoza, donde se encontraba el rey Fernando, una importante reunión a la que asistieron representantes de los señores, de los remensas y una delegación de las autoridades catalanas con el lugarteniente al frente, para intentar salvar los obstáculos que estaban dificultando la aplicación de la sentencia. Además de puntualizar algunas cuestiones que se habían suscitado en su ejecución, el rey decidió acceder a la petición de los síndicos remensas de reducir el número de condenados a doce, quedando el resto libre de regresar a sus casas y volver a cultivar sus tierras ―entre los doce que seguían siendo reos de la justicia se encontraba Narciso Goxat, pero no el hijo y el sobrino de Pere Joan Sala―, aunque sin poder entrar en ciudades y villas amuralladas ―una prohibición que sería levantada por el rey el 29 de noviembre de 1492―. Como señala Vicens Vives, «inspiraba esta decisión el hecho de haberse ya cumplido el propósito de inspirar un saludable ejemplo entre los demás payeses y de haber sido ejecutados y castigados varios de los criminales y procesados por las últimas turbaciones. Esta actitud generosa, que abarcaba a gente de tanto prestigio entre los remensas como los Sala, no podía menos de tener favorables repercusiones en la pacificación espiritual del campo de Cataluña».

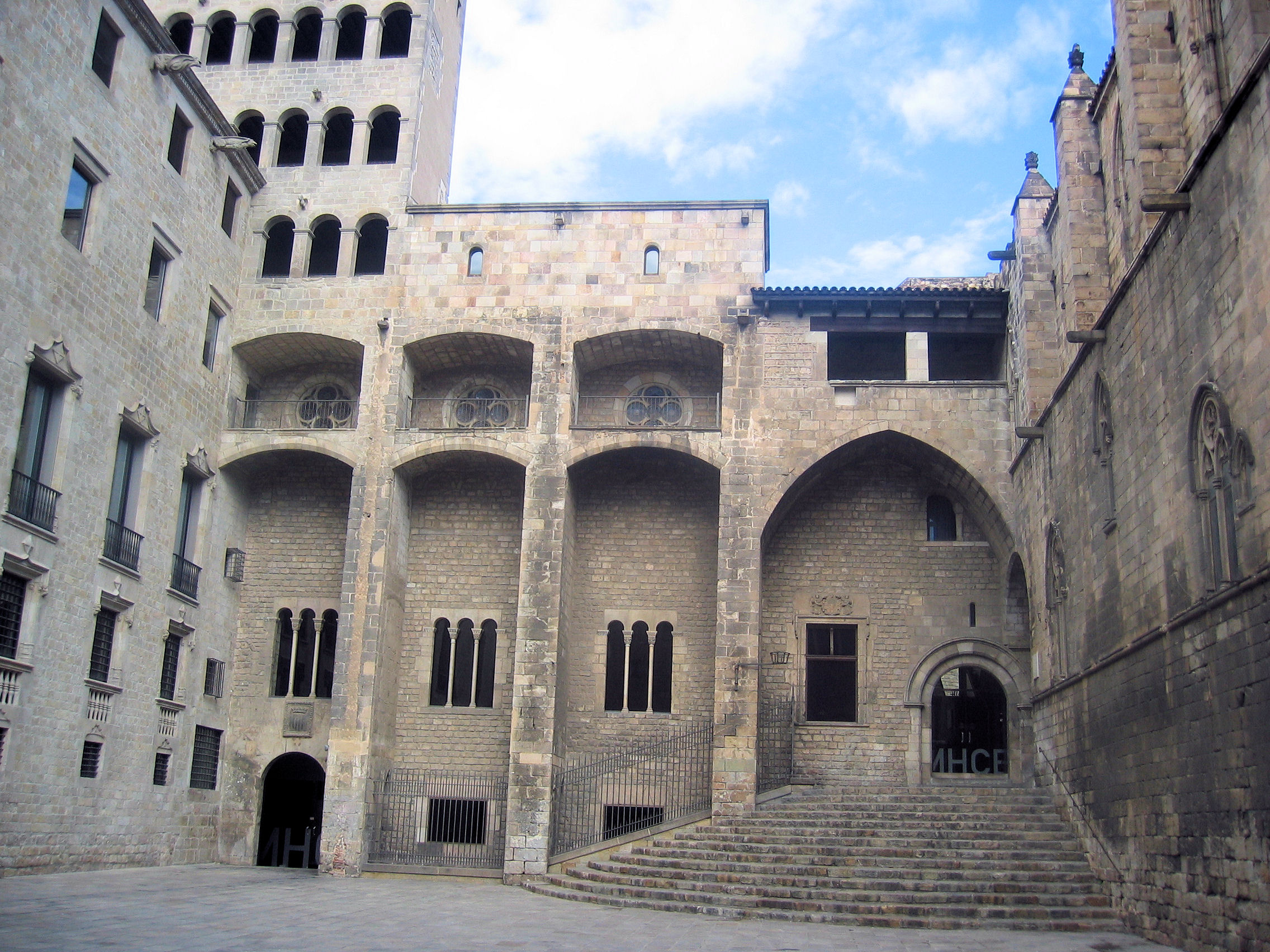
Plaza del Rey de Barcelona en cuyas escalinatas tuvo lugar el intento de asesinato del rey Fernando el Católico (7 de diciembre de 1492)

Un grupo de los condenados, al mando de Goxat y de Terrés lo Barbut, siguieron actuando cometiendo, según Vicens Vives, «todo género de tropelías en despoblado, atacando a los oficiales encargados de la percepción de los talls y destruyendo los bienes de los payeses adictos a la sentencia». En enero de 1489 este grupo de Goxat y Terrés incendiaba la casa de un síndico remensa en Vallmajor y causaba graves daños a sus ganados. En junio asaltaban la casa del noble Juan Pedro de Cruïlles en Caldas de Malavella que tras saquearla la incendiaron al grito de Muyren, muyren gentilshomens! (‘Mueran, mueran gentilhombres’). Después robaron y asesionaron al caballero Juan Pedro de Viure. Tal vez su hazaña más notable fue la toma del castillo de Santa Coloma de Farnés. Pero finalmente en septiembre de 1489 el lugarteniente organizó un somatén al mando del oficial real Gilabert Salbá contra los payeses «malhechores y condenados» que consiguió expulsarlos del Principado, poniéndose fin así al problema de los condenados que nunca habían encontrado apoyo entre los campesinos ya exremensas. Restablecido el orden el rey aprobó el 24 de mayo de 1490 el indulto de los doce condenados excluidos de la amnistía de 1488 si renunciaban a sus acciones criminales y se sometían a su autoridad. Sin embargo Goxat siguió actuando y a finales de 1490 dio un golpe de mano en el pueblo de Abellas. Probablemente la «última nota» de este «ciclo sangriento», en palabras de Vicens Vives, fue la «tentativa de asesinato cometida en diciembre de 1492 por el payés Joan de Canyamás en la escalinata del palacio real de Barcelona» contra el rey Fernando II.
La aplicación de todos los términos de la sentencia finalizó en 1501, año en que los síndicos campesinos cesaron en sus funciones ―«con unos pagos decretados el 23 de enero y el 13 de febrero de 1501, se extingue el último eco de la actuación de los síndicos, quienes desaparecieron a partir de la última fecha indicada»―. Entre 1494 y 1501 las referencias a los remensas en la documentación son prácticamente inexistentes prueba de que, como afirma Vicens Vives, «el problema remensa había dejado de existir».
En cuanto a los pagos efectuados por los campesinos exremensas, hubo ocho talls. Los tres primeros, anteriores a 1488, fueron de 5, 10 y 25 sueldos por hogar, dedicados «al abono de los gastos de la embajada remensa de 1484-1485, a la satisfacción de los sueldos a los oficiales reales y al pago de la primera parte de la multa de 56.000 libras fijada por la Sentencia de Guadalupe». Los cinco siguientes, entre 1488 y 1493 («aunque las operaciones de cobro y fiscalización de cuentas duraron hasta 1499 y los pagos hasta 1501»), fueron uno de 35 sueldos, tres de 23 sueldos 6 dineros, y otro de 11 sueldos y 11 dineros. El número de hogares que pagaron ronda los 9.000 y casi la mitad de ellos correspondía a la taula ('mesa') o lugar de recaudación de Gerona. En total entre el 20 de junio de 1488 y el 31 de diciembre de 1497 los remensas pagaron al monarca la suma de 47.291 libras, 5 sueldos y 7 dineros, «correspondientes a las 45.000 libras de las 50.000 de condena pecuniaria y a las 3000 de las 6.000 de daños, y abonaron además unas 5.580 libras para pagar a cuantos habían intervenido en el asunto remensa».
Según Vicens Vives,

a partir de 1490 la verdadera paz se entronizó en el corazón de los que, aun no hacía un lustro, habían seguido con las armas en la mano la temeraria empresa de Pere Joan Sala. Sin don Fernando y sus fieles colaboradores la revolución social agraria habría podido terminar con el aplastamiento definitivo de los remensas; sin la acción de los síndicos, la aplicación de la Sentencia arbitral de Guadalupe habría ofrecido obstáculos quizá insuperables. Gracias a la acertada política de aquellos y al entusiasmo y prestigio de estos, se pudo solucionar, en una atmósfera de positivo beneficio para todas las clases catalanas, una cuestión que durante tres reinados había amenazado la prosperidad del Principado. Así, poco a poco, mientras se alzaban las nuevas masías del siglo XVI, testigos de la creciente prosperidad de los payeses, iba borrándose el recuerdo de una palabra ―’’remensa’’― que había sido signo de oprobio, violencia y vilipendio para una de las clases más sufridas de Cataluña.

## Valoración
Jaume Vicens Vives considera el fallo «justo y equitativo en su aspecto social y, desde luego, favorable a los remensas. Sin embargo, en él la corte procuró robustecer la autoridad jerárquica de la monarquía y de la nobleza contra toda posible veleidad de orden demagógico. Releyendo las frases del articulado de la Sentencia, se comprueba el minucioso interés puesto en hacerla derivar de principios jurídicos de carácter general y no de una revolución campesina, victoriosa en el fondo aunque destrozada en el campo de batalla. En una palabra, en la obra de Guadalupe culmina el complicado y sutil juego político de don Fernando durante los dos últimos años, quien habían logrado reducir a los nobles y a los payeses a un acuerdo firme después de un siglo de enconadas y devastadoras luchas».

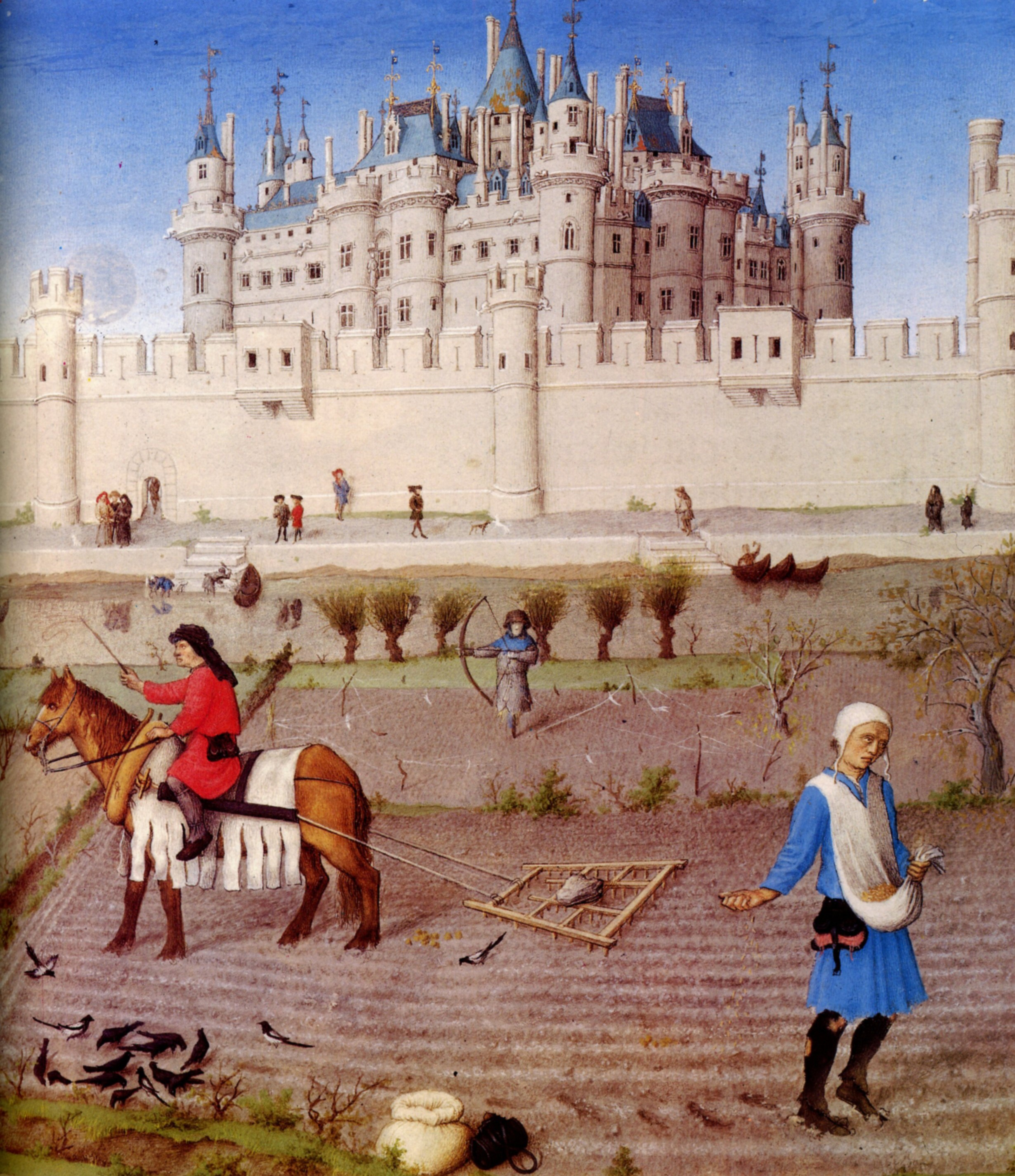
Miniatura del que presenta los trabajos campesinos típicos del mes de octubre (del libro Les Très Riches Heures du duc de Berry).

Según este mismo historiador con la Sentencia arbitral de Guadalupe, se produjo el «nacimiento de un nuevo orden jurídico en el campo del Principado, el mismo que, manteniéndose inquebrantable durante más de cuatro siglos, había de probar, con el esplendor dado a la agricultura catalana, el acierto del Rey Católico en otorgarlo y la justicia constitucional de sus disposiciones». Esta valoración es compartida por César Alcalá cuando afirma que «la sentencia posibilitó un aumento de las explotaciones agrícolas y dejó las manos libres a los campesinos para dedicarse a otras tareas relacionadas con la industria y el comercio».
Para Ernest Belenguer, con la sentencia se acabó con el problema remensa «no en beneficio de todos… pero sí de una gran mayoría». Belenguer añade, coincidiendo con Vicens Vives, que la sentencia también supuso la consolidación del poder del rey Fernando II en el Principado. «Y para hacer ver que la autoridad del rey era intocable, ya que "si tales actos no se castigaban, sería en gran deservicio de Dios, muy grande ofensa a Nuestra Majestad, y ejemplo para malhacer y vivir muy perniciosos", el soberano ejecutó a los capitostes, remensas o no, que habían intervenido en la última guerra, y además impuso por esta causa una fuerte multa de 50.000 libras, que tenía que cobrar el Real Patrimonio».
Para Santiago Sobrequés y Jaume Sobrequés la sentencia es una «pieza capital» de la historia de Cataluña ya que «no solamente liquidaba un grave problema envenenado por la guerra, sino que ponía definitivamente punto final a un pleito secular y creaba en el campo catalán unas nuevas estructuras socioeconómicas que han perdurado hasta nuestro tiempo».
Angès Rotger, Àngels Casals y Valentí Gual matizan que «de Guadalupe, salieron reforzados los campesinos acomodados, mientras que los otros fueron tirando, soportando situaciones duras y con un malestar larvado que duró mucho tiempo», aunque por otro lado reconocen que los remensas, protagonistas de la primera revolución catalana, «consiguieron el reconocimiento que en otros lugares del mundo solo llegó unos cuantos siglos más tarde».
César Alcalá se pregunta «¿Qué ganaron los remensas con la sentencia?» Él mismo se responde: «Estabilidad. Si bien es cierto que consiguieron la abolición de los malos usos y una ligera libertad, todavía dependían de los señores feudales». Sin embargo, «gracias a la Sentencia Arbitral de Guadalupe, Cataluña se convirtió en el primer país de Europa donde el régimen feudal había imperado plenamente que rompía los lazos de ignominia a que estaban sometidas buena parte de sus clases rurales». Una valoración esta última que es compartida, además de por Angès Rotger, Àngels Casals y Valentí Gual, por Francesc X. Hernández Cardona: «la rebelión remensa significó la primera victoria revolucionaria de los campesinos europeos. Conquistas similares no se generalizarían en Europa hasta finales del siglo XVIII».